# Eikspon

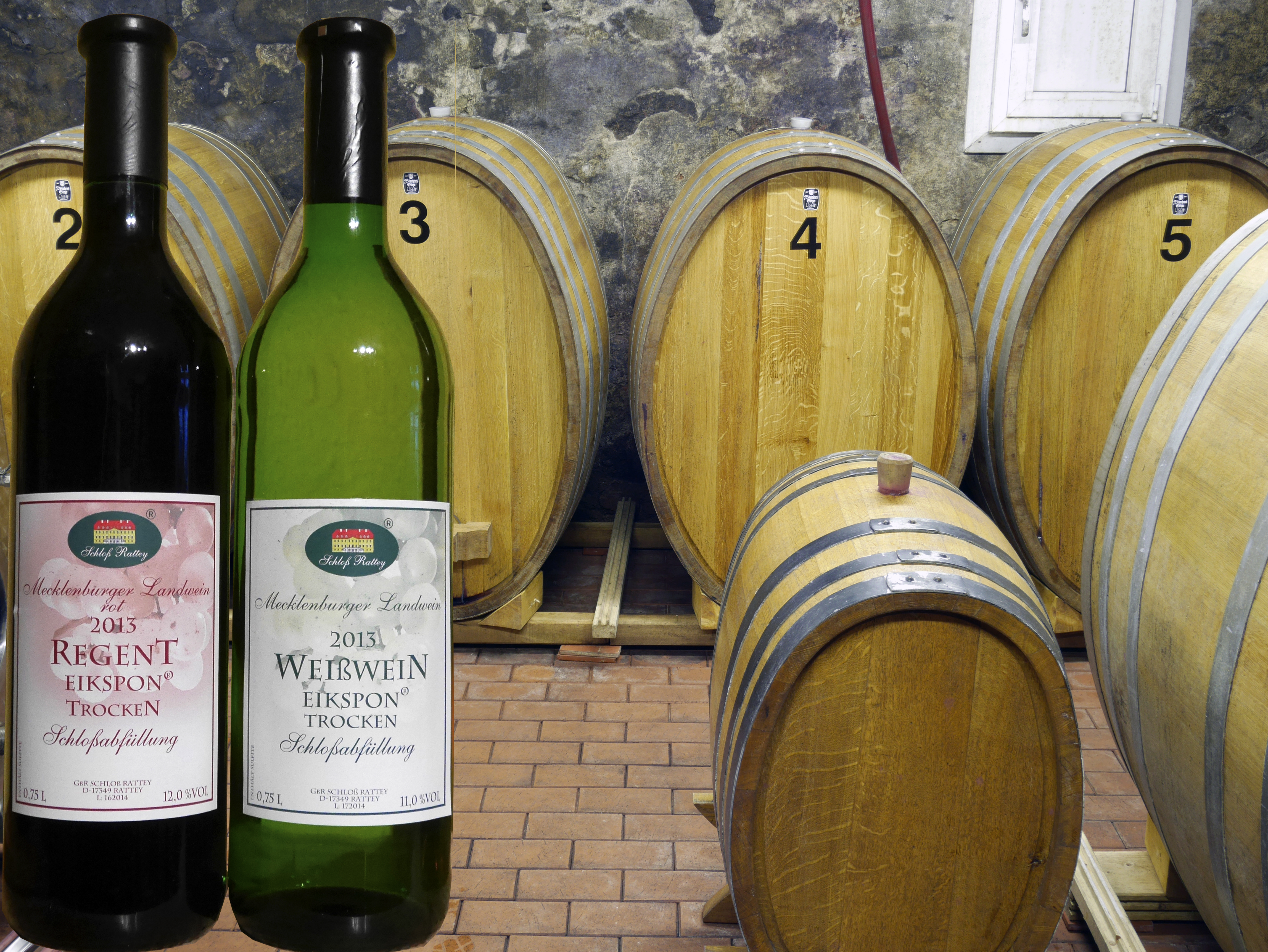
Weißer und roter Eikspon Jahrgang 2013 vor dem Fasskeller des Weingutes Schloss Rattey

Eikspon (plattdeutsche Bezeichnung für „Eichkrug“) ist eine Markenbezeichnung für einen Mecklenburger Landwein.

## Herkunft
Das kleine Weinbaugebiet Stargarder Land für Landwein liegt im Landkreis Mecklenburgische Seenplatte in der Nähe der Kreisstadt Neubrandenburg und umfasst die Standorte Burg Stargard und Rattey.
Schloss Rattey ist mit 4,75 ha das größte norddeutsche Weingut. Hier werden Mecklenburger Landwein, weiß, rosé und rot, trocken und halbtrocken gekeltert, ausgebaut und abgefüllt.
Ein Teil des 2013er Jahrgangs wurde auf Schloss Rattey im Frühjahr 2014 erstmals auf ungetoasteten Eichenholzfässern mit einem Volumen von je 500 l gereift. Der Rotwein durchlief vorher den sogenannten biologischen Säureabbau, bei dem Äpfelsäure in die mildere Milchsäure abgebaut wird.
Da das Deutsche Weinrecht eine Auslobung der Fasslagerung für Landwein nicht vorsieht, kam der weiße und rote Mecklenburger Landwein im Dezember unter dem geschützten Markennamen „Eikspon“ auf den Markt.